# Свидовский (хутор)
Свидовский — хутор в Верхнедонском районе Ростовской области.
Входит в состав Шумилинского сельского поселения.

## Население
| 1989 | 2002 | 2010 |
| ---- | ---- | ---- |
| 177  | ↘143 | ↘100 |

## Улицы
На хуторе имеется одна улица: Свидовская.

## Археология
Территория Ростовской области была заселена ещё в эпоху неолита. Люди, живущие на древних стоянках и поселениях у рек, занимались в основном собирательством и рыболовством. Степь для скотоводов всех времён была бескрайним пастбищем для домашнего рогатого скота. От тех времен осталось множество курганов с захоронениями жителей этих мест. Курганы и курганные группы находятся на государственной охране.
Поблизости от территории хутора Свидовского Верхнедонского района расположено несколько достопримечательностей — памятников археологии. Они охраняются в соответствии с Федеральным законом от 25.06.2002 N 73-ФЗ «Об объектах культурного наследия (памятниках истории и культуры) народов Российской Федерации», Областным законом от 22.10.2004 N 178-ЗС «Об объектах культурного наследия (памятниках истории и культуры) в Ростовской области», Постановлением Главы администрации РО от 21.02.97 N 51 о принятии на государственную охрану памятников истории и культуры Ростовской области и мерах по их охране и др.
- Курган «Третинский I». Находится на расстоянии около 2,1 км к северо-западу от хутора Свидовского.
- Курганная группа «Свидовский III» из 2 курганов. Находится на расстоянии около 500 метров к северо-западу от хутора Свидовского.
- Курган «Свидовский II». Находится на расстоянии около 500 метров к северо-западу от хутора Свидовского.
- Курганная группа «Свидовский I» (6 курганов). Находится на расстоянии около 0,75 км к северо-западу от хутора Свидовского.
- Курганная группа «Третинский III» (4 кургана). Находится на расстоянии около 2,0 км к северо-западу от хутора Свидовского.
- Курган «Белогорский Лог I». Находится на расстоянии около 3,25 км к северо-западу от хутора Свидовского[4].